# SS-100-X

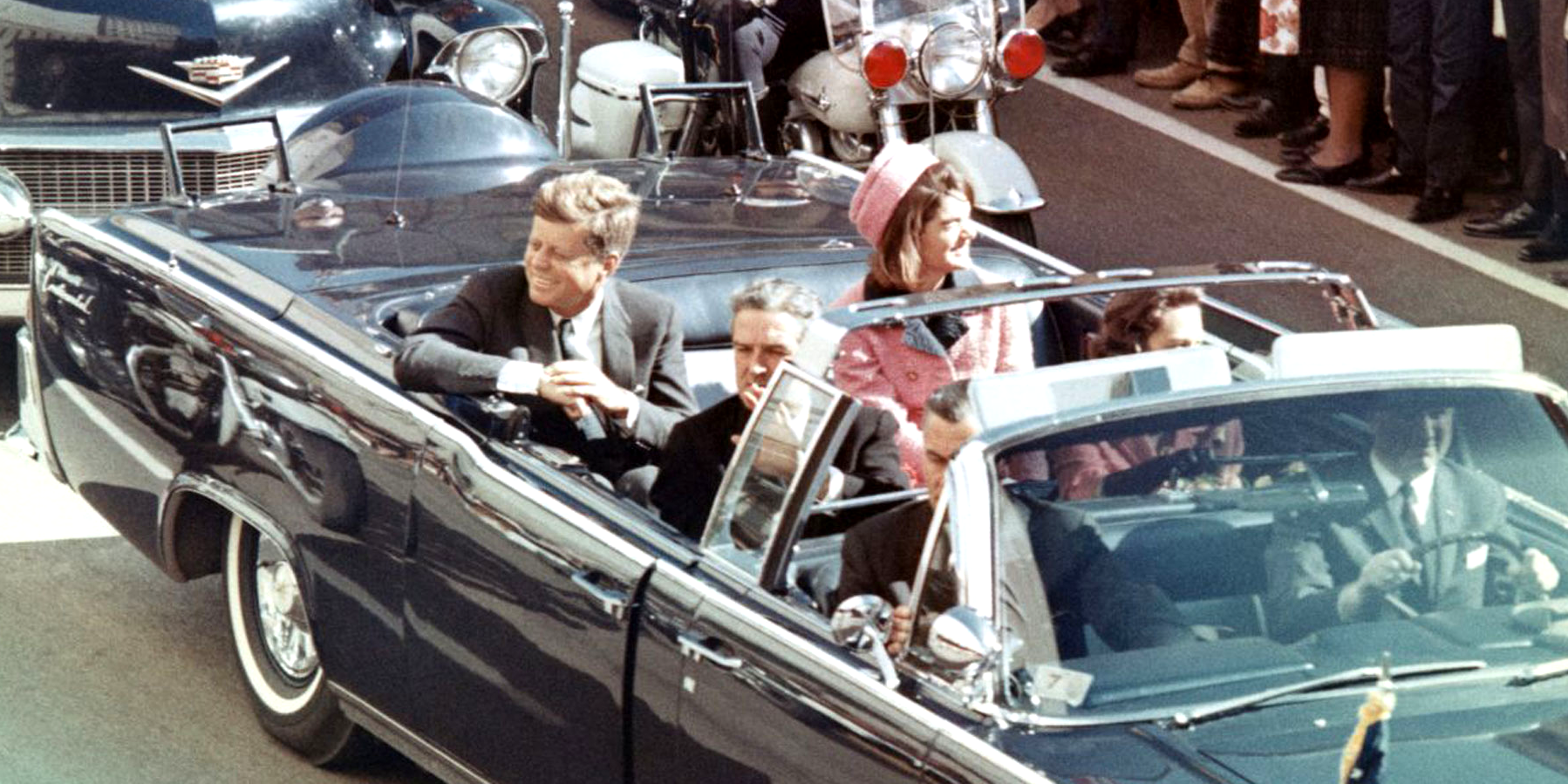
Prezident Kennedy s manželkou Jacqueline v limuzíně SS-100-X během slavnostního průjezdu dallaskými ulicemi (22.11.1963)

SS-100-X bylo kódové označení používané americkou tajnou službou výhradně pro identifikaci prezidentské limuzíny 35. prezidenta Spojených států Johna Fitzgeralda Kennedyho. Jednalo se o speciálně upravený vůz Lincoln model 74A z roku 1961 se snímatelnou střechou, úpravy na zakázku provedla automobilka Ford ve spolupráci se společností Hess&Eisenhardt z Ohia. V březnu 1961 Bílý dům oficiálně představil finální verzi této limuzíny s motorem o výkonu 350 koňských sil, přičemž celkové náklady na její pořízení dosáhly částky 200 000 USD. Vůz dostal bleděmodré lakování a ačkoliv nebyl vybaven pancéřovými deskami, dosáhla jeho celková hmotnost 3538 kg. Místo klasické střechy bylo na limuzínu možno nainstalovat také speciální průhlednou „bublinu“ a dále bylo možné k vozu přimontovat boční stojací plošinky a úchyty na kufru, určené pro tajné agenty doprovázející prezidenta. K vybavení limuzíny dále patřily dva radiotelefony a nechyběla ani hydraulicky stavitelná zadní sedačka pro zvýšení pohodlí cestujících. V případě, že byla na vůz nainstalována již zmíněná průhledná bublina, bylo možné spustit klimatizační-odvětrávací systém, který se ovšem projevil jako zcela nedostačující, obzvláště pak při prudkém slunečním svitu. Z důvodu snahy předejít nadměrnému přehřívání interiéru vozu a z toho plynoucích značného nepohodlí cestujících, se tato bublina obvykle nepoužívala. K tomuto řešení bylo přistoupeno i onoho slunečného dne 22. listopadu 1963 v texaském Dallasu, kdy byl spáchán atentát na prezidenta Kennedyho.
Po atentátu na Kennedyho byla limuzína poslána zpět firmě Hess&Eisenhardt, která měla zcela přestavět a vylepšit systém bezpečnostních prvků. Vůz získal titanové pancéřování, neprůstřelná skla a pevnou neprůstřelnou střechu. Pneumatiky byly vyztuženy hliníkovým výpletem, aby byla zminimalizována možnost proražení či prostřelení duše. Limuzína po těchto úpravách sloužila ještě dalších 8 let, během kterých urazila více než 75 000 km. Roku 1967 byla tato limuzína nahrazena novým vozem, pro méně důležité účely (osoby) však sloužila až do roku 1978. Poté byla limuzína vyřazena z provozu a umístěna do michiganského Muzea Henryho Forda jako exponát.